# Wereldbeker shorttrack 2018/2019
De wereldbeker shorttrack 2018/2019 (officieel: World Cup Short Track Speed Skating 2018/19) was een door de Internationale Schaatsunie georganiseerde shorttrackcompetitie. De cyclus begon op 3 november 2018 in Calgary (Canada) en eindigde op 10 februari 2019 in Turijn (Italië). Een geplande wedstrijd in Zuid-Korea ging niet door en het seizoen bestond hierdoor uit vijf wedstrijden.

## Mannen

### Kalender
| Datum                                                                          | Plaats              | Onderdeel       | Eerste | Tweede                                                                                         | Derde                                                                            |
| ------------------------------------------------------------------------------ | ------------------- | --------------- | --- | ---------------------------------------------------------------------------------------------- | -------------------------------------------------------------------------------- |
| 03/11/2018                                                                     | Calgary             | 500m (1)        | Wu Dajing                                                                                                  | Shaoang Liu                                                                                    | Kim Gun-woo                                                                      |
| 03/11/2018                                                                     | Calgary             | 1500m           | Kazuki Yoshinaga                                                                                           | Lee June-seo                                                                                   | Vladislav Bykanov                                                                |
| 04/11/2018                                                                     | Calgary             | 500m (2)        | Wu Dajing                                                                                                  | Abzal Azhgaliyev                                                                               | Shaolin Sándor Liu                                                               |
| 04/11/2018                                                                     | Calgary             | 1000m           | Shaoang Liu                                                                                                | Park Ji-won                                                                                    | Ren Ziwei                                                                        |
| 04/11/2018                                                                     | Calgary             | 5000m aflossing | Hongarije · Csaba Burján · Cole William Isaac Krueger · Shaoang Liu · Shaolin Sándor Liu · (Alex Varnyú) · | Zuid-Korea Hong Kyung-hwan Lee June-seo Lim Hyo-jun Park Ji-won (Hwang Dae-heon) (Kim Gun-woo) | Nederland Daan Breeuwsma Dennis Visser Itzhak de Laat Sjinkie Knegt              |
| 10/11/2018                                                                     | Salt Lake City      | 1000m (1)       | Shaolin Sándor Liu                                                                                         | Ren Ziwei                                                                                      | Park Ji-won                                                                      |
| 10/11/2018                                                                     | Salt Lake City      | 1500m           | Sjinkie Knegt                                                                                              | Lee June-seo                                                                                   | Steven Dubois                                                                    |
| 11/11/2018                                                                     | Salt Lake City      | 500m            | Wu Dajing                                                                                                  | Lim Hyo-jun                                                                                    | Shaoang Liu                                                                      |
| 11/11/2018                                                                     | Salt Lake City      | 1000m (2)       | Hong Kyung-hwan                                                                                            | Thibaut Fauconnet                                                                              | Denis Ajrapetjan                                                                 |
| 11/11/2018                                                                     | Salt Lake City      | 5000m aflossing | Hongarije Csaba Burján Shaoang Liu Shaolin Sándor Liu Alex Varnyú (Cole William Isaac Krueger)             | China Jia Haidong Ren Ziwei Wu Dajing Yu Songnan (Li Wenlong) (Wang Pengyu)                    | Rusland Denis Ajrapetjan Konstantin Ivlijev Alexander Sjoelginov Pavel Sitnikov  |
| 08/12/2018                                                                     | Almaty              | 1000m           | Shaoang Liu                                                                                                | Sjinkie Knegt                                                                                  | Lee June-seo                                                                     |
| 08/12/2018                                                                     | Almaty              | 1500m (1)       | Lim Hyo-jun                                                                                                | Kim Gun-woo                                                                                    | Hwang Dae-heon                                                                   |
| 09/12/2018                                                                     | Almaty              | 500m            | Samuel Girard                                                                                              | Shaoang Liu                                                                                    | Abzal Azhgaliyev                                                                 |
| 09/12/2018                                                                     | Almaty              | 1500m (2)       | Kim Gun-woo                                                                                                | Hong Kyung-hwan                                                                                | Lee June-seo                                                                     |
| 09/12/2018                                                                     | Almaty              | 5000m aflossing | Nederland Daan Breeuwsma Dennis Visser Itzhak de Laat Sjinkie Knegt                                        | Canada Charles Hamelin Pascal Dion Samuel Girard Steven Dubois                                 | China An Kai Sun Long Xu Hongzhi Yu Songnan                                      |
| 15/12/2018                                                                     | Vlag van Zuid-Korea |                 | Geannuleerd vanwege teruggave van de organisatie                                                           | Geannuleerd vanwege teruggave van de organisatie                                               | Geannuleerd vanwege teruggave van de organisatie                                 |
| 16/12/2018                                                                     | Vlag van Zuid-Korea |                 | Geannuleerd vanwege teruggave van de organisatie                                                           | Geannuleerd vanwege teruggave van de organisatie                                               | Geannuleerd vanwege teruggave van de organisatie                                 |
| 11 t/m 13 januari 2019: Europese kampioenschappen shorttrack 2019 in Dordrecht |                     |                 | |                                                                                                |                                                                                  |
| 02/02/2019                                                                     | Dresden             | 1000m (1)       | Hwang Dae-heon                                                                                             | Charle Cournoyer                                                                               | Hong Kyung-hwan                                                                  |
| 02/02/2019                                                                     | Dresden             | 1500m           | Kim Gun-woo                                                                                                | Charles Hamelin                                                                                | Lim Hyo-jun                                                                      |
| 03/02/2019                                                                     | Dresden             | 500m            | Lim Hyo-jun                                                                                                | Hwang Dae-heon                                                                                 | Cedrik Blais                                                                     |
| 03/02/2019                                                                     | Dresden             | 1000m (2)       | Park Ji-won                                                                                                | Vladislav Bykanov                                                                              | Sébastien Lepape                                                                 |
| 03/02/2019                                                                     | Dresden             | 5000m aflossing | Canada Charles Hamelin Pascal Dion Samuel Girard Charles Hamelin (Carle Cournoyer) (Steven Dubois)         | Japan Hiroki Yokoyama Kazuki Yoshinaga Keita Watanabe Kota Kikuchi                             | Hongarije Alex Varnyú Cole William Isaac Krueger Csaba Burján Shaolin Sándor Liu |
| 09/02/2019                                                                     | Turijn              | 500m (1)        | Hwang Dae-heon                                                                                             | Shaolin Sándor Liu                                                                             | Cedrik Blais                                                                     |
| 09/02/2019                                                                     | Turijn              | 1500m           | Kim Gun-woo                                                                                                | Hong Kyung-hwan                                                                                | Steven Dubois                                                                    |
| 10/02/2019                                                                     | Turijn              | 500m (2)        | Lim Hyo-jun                                                                                                | Kim Gun-woo                                                                                    | Yu Songnan                                                                       |
| 10/02/2019                                                                     | Turijn              | 1000m           | Hwang Dae-heon                                                                                             | Park Ji-won                                                                                    | Steven Dubois                                                                    |
| 10/02/2019                                                                     | Turijn              | 5000m aflossing | Rusland Alexander Sjoelginov Denis Ajrapetjan Pavel Sitnikov Semjon Jelistratov                            | Japan Hiroki Yokoyama Kazuki Yoshinaga Keita Watanabe Kota Kikuchi                             | Italië Andrea Cassinelli Mattia Antonioli Tommaso Dotti Yuri Confortola          |
| 8 t/m 10 maart 2019: Wereldkampioenschappen shorttrack 2019 in Sofia           |                     |                 | |                                                                                                |                                                                                  |

### Eindstanden
| #      | Naam               | Punten |
| ------ | ------------------ | ------ |
| Goud   | Lim Hyo-jun        | 31439  |
| Zilver | Wu Dajing          | 30000  |
| Brons  | Samuel Girard      | 26434  |
| 4.     | Hwang Dae-heon     | 23235  |
| 5.     | Shaolin Sándor Liu | 22632  |

| #      | Naam            | Punten |
| ------ | --------------- | ------ |
| Goud   | Park Ji-won     | 37520  |
| Zilver | Hong Kyung-hwan | 24459  |
| Brons  | Shaoang Liu     | 23277  |
| 4.     | Ren Ziwei       | 20954  |
| 5.     | Hwang Dae-heon  | 20000  |

| #      | Naam            | Punten |
| ------ | --------------- | ------ |
| Goud   | Kim Gun-woo     | 38000  |
| Zilver | Steven Dubois   | 23040  |
| Brons  | Lee June-seo    | 22515  |
| 4.     | Lim Hyo-jun     | 19902  |
| 5.     | Hong Kyung-hwan | 17074  |

| #      | Land      | Punten |
| ------ | --------- | ------ |
| Goud   | Hongarije | 29677  |
| Zilver | Canada    | 26397  |
| Brons  | Japan     | 24192  |
| 4.     | Nederland | 23617  |
| 5.     | China     | 23616  |

## Vrouwen

### Kalender
| Datum                                                                          | Plaats              | Onderdeel       | Eerste                                                                                     | Tweede                                                                                     | Derde |
| ------------------------------------------------------------------------------ | ------------------- | --------------- | ------------------------------------------------------------------------------------------ | ------------------------------------------------------------------------------------------ | --- |
| 03/11/2018                                                                     | Calgary             | 500m (1)        | Natalia Maliszewska                                                                        | Yara van Kerkhof                                                                           | Alyson Charles                                                                                           |
| 03/11/2018                                                                     | Calgary             | 1500m           | Suzanne Schulting                                                                          | Courtney Lee Sarault                                                                       | Jekaterina Jefremenkova                                                                                  |
| 04/11/2018                                                                     | Calgary             | 500m (2)        | Lara van Ruijven                                                                           | Fan Kexin                                                                                  | Alyson Charles                                                                                           |
| 04/11/2018                                                                     | Calgary             | 1000m           | Suzanne Schulting                                                                          | Sofia Prosvirnova                                                                          | Véronique Pierron                                                                                        |
| 04/11/2018                                                                     | Calgary             | 3000m aflossing | Rusland Jekaterina Jefremenkova Jekaterina Konstantinova Emina Malagitsj Sofia Prosvirnova | Zuid-Korea Choi Min-jeong Kim Ji-yoo Kim Ye-jin Shim Suk-hee (Noh Ah-rum) (Choi Ji-hyun)   | Canada Alyson Charles Camille de Serres-Rainville Claudia Gagnon Courtney Lee Sarault (Alison Desmarais) |
| 10/11/2018                                                                     | Salt Lake City      | 1000m (1)       | Suzanne Schulting                                                                          | Sofia Prosvirnova                                                                          | Fan Kexin                                                                                                |
| 10/11/2018                                                                     | Salt Lake City      | 1500m           | Choi Min-jeong                                                                             | Kim Ji-yoo                                                                                 | Li Xuan                                                                                                  |
| 11/11/2018                                                                     | Salt Lake City      | 500m            | Natalia Maliszewska                                                                        | Suzanne Schulting                                                                          | Fan Kexin                                                                                                |
| 11/11/2018                                                                     | Salt Lake City      | 1000m (2)       | Alyson Charles                                                                             | Anna Seidel                                                                                | Noh Ah-rum                                                                                               |
| 11/11/2018                                                                     | Salt Lake City      | 3000m aflossing | Zuid-Korea Choi Ji-hyun Choi Min-jeong Kim Ji-yoo Noh Ah-rum (Kim Ye-jin)                  | Rusland Jekaterina Jefremenkova Jekaterina Konstantinova Emina Malagitsj Sofia Prosvirnova | Japan Moemi Kikuchi Sumire Kikuchi Yuki Kikuchi Hitomi Saito (Ami Hirai) (Shione Kaminaga)               |
| 08/12/2018                                                                     | Almaty              | 1000m           | Suzanne Schulting                                                                          | Kim Boutin                                                                                 | Noh Ah-rum                                                                                               |
| 08/12/2018                                                                     | Almaty              | 1500m (1)       | Kim Geon-hee                                                                               | Jekaterina Jefremenkova                                                                    | Li Jinyu                                                                                                 |
| 09/12/2018                                                                     | Almaty              | 500m            | Petra Jászapáti                                                                            | Lara van Ruijven                                                                           | Natalia Maliszewska                                                                                      |
| 09/12/2018                                                                     | Almaty              | 1500m (2)       | Choi Min-jeong                                                                             | Suzanne Schulting                                                                          | Kim Boutin                                                                                               |
| 09/12/2018                                                                     | Almaty              | 3000m aflossing | Nederland Lara van Ruijven Rianne de Vries Suzanne Schulting Yara van Kerkhof              | Zuid-Korea Choi Min-jeong Kim Geon-hee Kim Ji-yoo Shim Suk-hee                             | Canada Alyson Charles Camille de Serres-Rainville Danae Blais Kim Boutin                                 |
| 15/12/2018                                                                     | Vlag van Zuid-Korea |                 | Geannuleerd vanwege teruggave van de organisatie                                           | Geannuleerd vanwege teruggave van de organisatie                                           | Geannuleerd vanwege teruggave van de organisatie                                                         |
| 16/12/2018                                                                     | Vlag van Zuid-Korea |                 | Geannuleerd vanwege teruggave van de organisatie                                           | Geannuleerd vanwege teruggave van de organisatie                                           | Geannuleerd vanwege teruggave van de organisatie                                                         |
| 11 t/m 13 januari 2019: Europese kampioenschappen shorttrack 2019 in Dordrecht |                     |                 |                                                                                            |                                                                                            | |
| 02/02/2019                                                                     | Dresden             | 1000m (1)       | Sofia Prosvirnova                                                                          | Choi Ji-hyun                                                                               | Cynthia Mascitto                                                                                         |
| 02/02/2019                                                                     | Dresden             | 1500m           | Kim Ji-yoo                                                                                 | Kim Boutin                                                                                 | Suzanne Schulting                                                                                        |
| 03/02/2019                                                                     | Dresden             | 500m            | Martina Valcepina                                                                          | Lara van Ruijven                                                                           | Natalia Maliszewska                                                                                      |
| 03/02/2019                                                                     | Dresden             | 1000m (2)       | Suzanne Schulting                                                                          | Kim Ji-yoo                                                                                 | Zhang Chutong                                                                                            |
| 03/02/2019                                                                     | Dresden             | 3000m aflossing | Rusland Jekaterina Jefremenkova Jekaterina Konstantinova Emina Malagitsj Sofia Prosvirnova | Nederland Lara van Ruijven Rianne de Vries Suzanne Schulting Yara van Kerkhof              | Canada Alyson Charles Courtney Lee Sarault Kasandra Bradette Kim Boutin                                  |
| 09/02/2019                                                                     | Turijn              | 500m (1)        | Martina Valcepina                                                                          | Natalia Maliszewska                                                                        | Kim Boutin                                                                                               |
| 09/02/2019                                                                     | Turijn              | 1500m           | Suzanne Schulting                                                                          | Kim Ji-yoo                                                                                 | Anna Seidel                                                                                              |
| 10/02/2019                                                                     | Turijn              | 500m (2)        | Martina Valcepina                                                                          | Elise Christie                                                                             | Maame Biney                                                                                              |
| 10/02/2019                                                                     | Turijn              | 1000m           | Kim Boutin                                                                                 | Choi Min-jeong                                                                             | Alyson Charles                                                                                           |
| 10/02/2019                                                                     | Turijn              | 3000m aflossing | Nederland Lara van Ruijven Rianne de Vries Suzanne Schulting Yara van Kerkhof              | Italië Arianna Sighel Cecilia Maffei Elena Viviani Martina Valcepina (Lucia Peretti)       | Rusland Jekaterina Jefremenkova Jekaterina Konstantinova Emina Malagitsj Sofia Prosvirnova               |
| 8 t/m 10 maart 2019: Wereldkampioenschappen shorttrack 2019 in Sofia           |                     |                 |                                                                                            |                                                                                            | |

### Eindstanden
| #      | Naam                | Punten |
| ------ | ------------------- | ------ |
| Goud   | Natalia Maliszewska | 40800  |
| Zilver | Martina Valcepina   | 39216  |
| Brons  | Lara van Ruijven    | 35216  |
| 4.     | Yara van Kerkhof    | 20975  |
| 5.     | Petra Jászapáti     | 19306  |

| #      | Naam              | Punten |
| ------ | ----------------- | ------ |
| Goud   | Suzanne Schulting | 40000  |
| Zilver | Sofia Prosvirnova | 29695  |
| Brons  | Alyson Charles    | 26640  |
| 4.     | Véronique Pierron | 18105  |
| 5.     | Kim Boutin        | 18000  |

| #      | Naam                    | Punten |
| ------ | ----------------------- | ------ |
| Goud   | Suzanne Schulting       | 34400  |
| Zilver | Kim Ji-yoo              | 29277  |
| Brons  | Choi Min-jeong          | 28192  |
| 4.     | Jekaterina Jefremenkova | 19118  |
| 5.     | Li Jinyu                | 15870  |

| #      | Land       | Punten |
| ------ | ---------- | ------ |
| Goud   | Rusland    | 34400  |
| Zilver | Nederland  | 33120  |
| Brons  | Zuid-Korea | 32400  |
| 4.     | Canada     | 20541  |
| 5.     | Italië     | 15741  |

## Gemengd

### Kalender
| Datum                                                                          | Plaats              | Onderdeel       | Eerste | Tweede | Derde |
| ------------------------------------------------------------------------------ | ------------------- | --------------- | --- | --- | --- |
| 04/11/2018                                                                     | Calgary             | 2000m aflossing | China Fan Kexin Li Jinyu Ren Ziwei Wu Dajing (Zang Yize)                                                                       | Nederland Daan Breeuwsma Rianne de Vries Sjinkie Knegt Suzanne Schulting (Lara van Ruijven)                                           | Zuid-Korea Choi Min-jeong Kim Ye-jin Lee June-seo Park Ji-won (Kim Gun-woo) (Kim Ji-yoo) (Hong Kyung-hwan) (Shim Suk-hee) |
| 11/11/2018                                                                     | Salt Lake City      | 2000m aflossing | Hongarije Sára Luca Bácskai Petra Jászapáti Shaoang Liu Shaolin Sándor Liu (Csaba Burján) (Cole William Isaac Krueger)         | Nederland Daan Breeuwsma Sjinkie Knegt Suzanne Schulting Lara van Ruijven (Avalon Aardoom)                                            | Frankrijk Quentin Fercoq Sébastien Lepape Aurélie Monvoisin Véronique Pierron                                             |
| 09/12/2018                                                                     | Almaty              | 2000m aflossing | Canada Alyson Charles Cedrik Blais Kim Boutin Samuel Girard                                                                    | Zuid-Korea Choi Min-jeong Kim Gun-woo Lee June-seo Shim Suk-hee                                                                       | China Li Jinyu Li Xuan Xu Hongzhi Yu Songnan                                                                              |
| 16/12/2018                                                                     | Vlag van Zuid-Korea |                 | Geannuleerd vanwege teruggave van de organisatie                                                                               | Geannuleerd vanwege teruggave van de organisatie                                                                                      | Geannuleerd vanwege teruggave van de organisatie                                                                          |
| 11 t/m 13 januari 2019: Europese kampioenschappen shorttrack 2019 in Dordrecht |                     |                 | | | |
| 03/02/2019                                                                     | Dresden             | 2000m aflossing | Rusland Alexander Sjoelginov Jekaterina Jefremenkova Semjon Jelistratov Sofia Prosvirnova                                      | Hongarije Andras Sziklasi Csaba Burján Petra Jászapáti Sára Luca Bácskai                                                              | Verenigd Koninkrijk Elise Christie Farrell Treacy Jack Burrows Kathryn Thomson                                            |
| 10/02/2019                                                                     | Turijn              | 2000m aflossing | Rusland Jekaterina Jefremenkova Jevgenija Zacharova Pavel Sitnikov Semjon Jelistratov (Alexander Sjoelginov) (Emina Malagitsj) | Canada Charles Hamelin Courtney Lee Sarault Kim Boutin Samuel Girard (Alyson Charles) (Claudia Gagnon) (Cedrik Blais) (Steven Dubois) | Verenigde Staten Aaron Tran Jonathan So Kristen Santos Maame Biney                                                        |
| 8 t/m 10 maart 2019: Wereldkampioenschappen shorttrack 2019 in Sofia           |                     |                 | | | |

### Eindstand
Slechts de beste vier races per land telden.
| Pos.   | Land                | CAN    | USA    | KAZ    | GER    | ITA    | Totaal |
| ------ | ------------------- | ------ | ------ | ------ | ------ | ------ | ------ |
| Goud   | Rusland             | (2097) | 2621   | 3277   | 10.000 | 10.000 | 25.898 |
| Zilver | China               | 10.000 | 5120   | 6400   | 4096   | (859)  | 25.616 |
| Brons  | Canada              | 3277   | 4096   | 10.000 | (2621) | 8000   | 25.373 |
| 4      | Hongarije           | 2621   | 10.000 | (2097) | 8000   | 4096   | 24.717 |
| 5      | Zuid-Korea          | 6400   | (1074) | 8000   | 5120   | 1342   | 20.862 |
| 6      | Nederland           | 8000   | 8000   | 859    |        | 2621   | 19.480 |
| 7      | Verenigde Staten    | 5120   | 2097   |        | 1678   | 6400   | 15.295 |
| 8      | Frankrijk           |        | 6400   |        | 859    | 5120   | 12.379 |
| 9      | Kazachstan          | 4096   |        | 2621   | 3277   | 1678   | 11.672 |
| 10     | Polen               | 859    | 3277   | 4096   | (225)  | 3277   | 11.509 |
| 11     | Verenigd Koninkrijk | 1678   |        |        | 6400   | 2097   | 10.175 |
| 12     | Japan               | 1342   | 1678   | 5120   | 1342   | (1074) | 9482   |
| 13     | Oekraïne            | 687    | 1342   | 1074   | (352)  | 550    | 3653   |
| 14     | Wit-Rusland         |        |        | 1678   | 550    | 687    | 2915   |
| 15     | Italië              | 1074   |        | 1342   | 440    |        | 2856   |
| 16     | Duitsland           |        |        |        | 2097   |        | 2097   |
| 17     | Tsjechië            |        |        |        | 1074   |        | 1074   |
| 18     | Kroatië             |        |        |        | 281    | 440    | 721    |
| 19     | België              |        |        |        | 687    |        | 687    |
| 20     | Noord-Korea         |        |        |        |        | 352    | 352    |